# Howard French
Howard Waring French (14 oktober 1957) is een Amerikaanse journalist, auteur en fotograaf. Hij is sinds 2008 professor aan de Columbia University Graduate School of Journalism. Hij was enige tijd buitenlandcorrespondent en senior schrijver bij The New York Times.

## Biografie[1]
French begon als vertaler Frans-Engels in Abidjan en doceerde er Engels aan de universiteit. Vervolgens was hij  correcpondent voor The New York Post in West en Centraal Afrika en sinds 1986 voor The New York Times voor Korea, Japan en China.
Hij was tussen 2005 en 2008 columnist voor The International Herald Tribune. 
Daarnaast is hij sinds 2008 professor aan de Columbia University Graduate School of Journalism.

## Publicaties (selectie)
Hij schreef meerdere publicatie waaronder vijf boeken. 
- A Continent for the Taking: The Tragedy and Hope of Africa (2004), non-fictie
- Disappearing Shanghai: Photographs and Poems of an Intimate Way of Life (2012) doucmentaire
- China's Second Continent: How a Million Migrants Are Building a New Empire in Africa (2014)
- Everything under the heavens: How the Past Helps Shape China's Push for Global Powe (2017)
- Born in Blackness: Africans and the Making of the Modern World, 1471 to the Second World War (2021), non-fictie

## Erkentelijkheden
- 1999 - Fellow Jefferson Fellow, East-West Society, Honolulu, Hawaii
- 2004 - eredoctoraat van de Universiteit van Maryland.
- 2005 - Finalist van de Hurston Wright Award non-fictie voor A Continent for the Taking: The Tragedy and Hope of Africa
- 2011 - Fellow Open Societies Foundation fellow
- 2016 - Professor of the Year, Columbia University Graduate School of Journalism
- 2022 - Winnaar MAAH Stone Book Award voor Non-Fiction
- 2022 - Winnaar Hurston Wright Award voor Non-Fiction
- 2022 - Nomiatie Pulitzer Price[3]